# Gjøvik
Gjøvik är en norsk tätort och stad, centralort i Gjøviks kommun, som ligger väster om sjön Mjøsa 120 kilometer norr om Oslo i Innlandet fylke. Under vinter-OS 1994 i Lillehammer hölls tävlingar i Gjøvik Olympiske Fjellhall.

## Kända personer från Gjøvik
- Paul Olaf Bodding (1865–1938), missionär
- Sara Hauge (f. 1992), samhällsvetare